# مسجد اندرابوري
مسجد اندرابوري هو في الأصل معبد هندوسي لمملكة لاموري بني في حوالي القرن الثاني عشر الميلادي، ثم أصبح مكان للعبادة عند دخول الإسلام إندونيسيا .

## التاريخ
وقعت حرب بين مملكة لاموري الهندوسية ضد قوات من القراصنة الصينيين، وفي النهاية الحرب انتصرت مملكة لاموري بمساعدة موراه يوهان ومعه نجبة من الجايو، الأمر الذي جعل مملكة لاموري تتبع الإسلام، مكان المسجد الحالي كان في السابق معبد ثم تغير إلى مسجد، بني المسجد على أرض مساحتها 875 33 متر مربع، ويبلغ ارتفاعع 4.8 متر فوق مستوى سطح البحر، ويقع على بعد نحو 150 متر من شواطئ آتشيه.